# Proiezione ottante di Leonardo

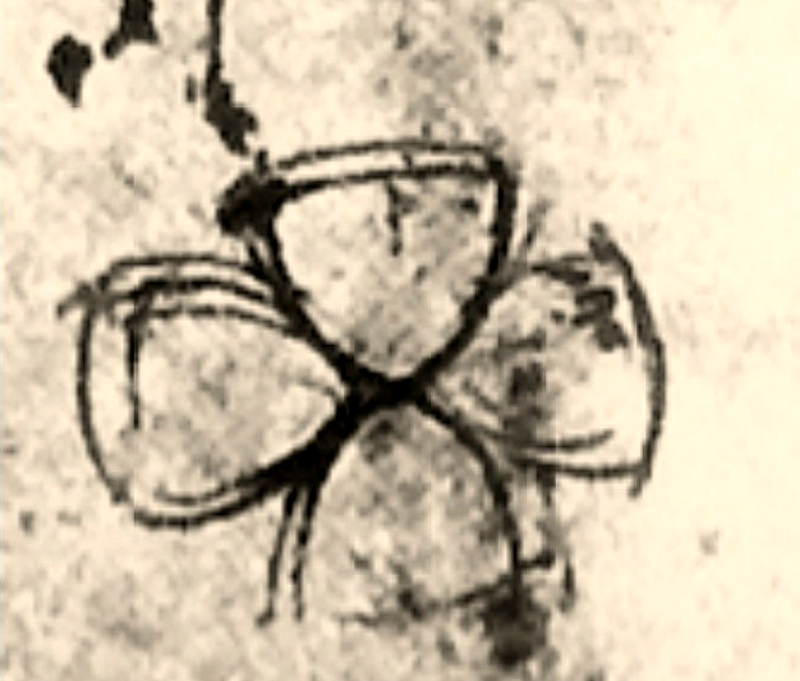
Schizzo nel Codice Atlantico con il tipo di proiezione a ottanti di Leonardo

La proiezione ottante di Leonardo o Proiezioni a ottanti, è un tipo di proiezione proposta per la prima volta nel 1508 da Leonardo da Vinci nel Codice Atlantico. La paternità di Leonardo è stata dimostrata da Christoher Tyler in un suo articolo, Leonardo da Vinci's World Map, in quanto uno schizzo della proiezione è presente su una pagina dei manoscritti del Codice Atlantico, della mano di Leonardo, e questo schizzo di Leonardo è la prima descrizione conosciuta della proiezione ottante.
La stessa pagina del Codex contiene otto schizzi di altre proiezioni del globo (conosciute già dalla fine del secolo XV), studiate da Leonardo, che vanno dalla proiezione planisferica conica di Tolomeo a quella proposta da Rosselli,

## Descrizione

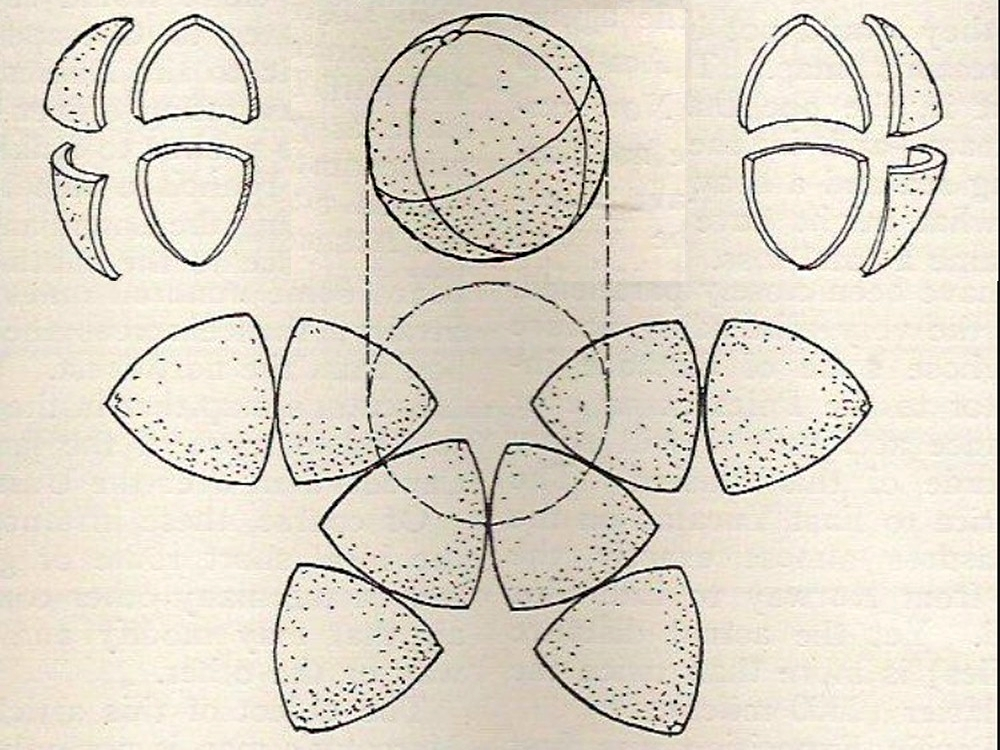
Proiezione Cahill-butterfly (1915).

Si tratta di una proiezione non conformale che non conserva l'area, limitata da archi circolari, senza né meridiani né paralleli. In essa la superficie sferica della Terra è divisa in otto ottanti, ciascuno reso piano con la forma di triangolo di Reuleaux. Se trasferiti su supporto flessibile, sarebbe possibile ricoprire con essi tutta la superficie d'un globo sferico.
Gli otto triangoli sono orientati in un modo simile a quello di due quadrifogli, uno accanto all'altro, con i poli della Terra al centro di ogni foglia. Il lato di ciascuno degli otto triangoli, (opposto al centro della foglia) è un quarto dell'equatore, mentre gli altri due (che convergono nel centro della foglia), sono un quarto dei due meridiani che, insieme all'equatore, sezionano il mondo in otto ottanti.

## Proiezioni simili

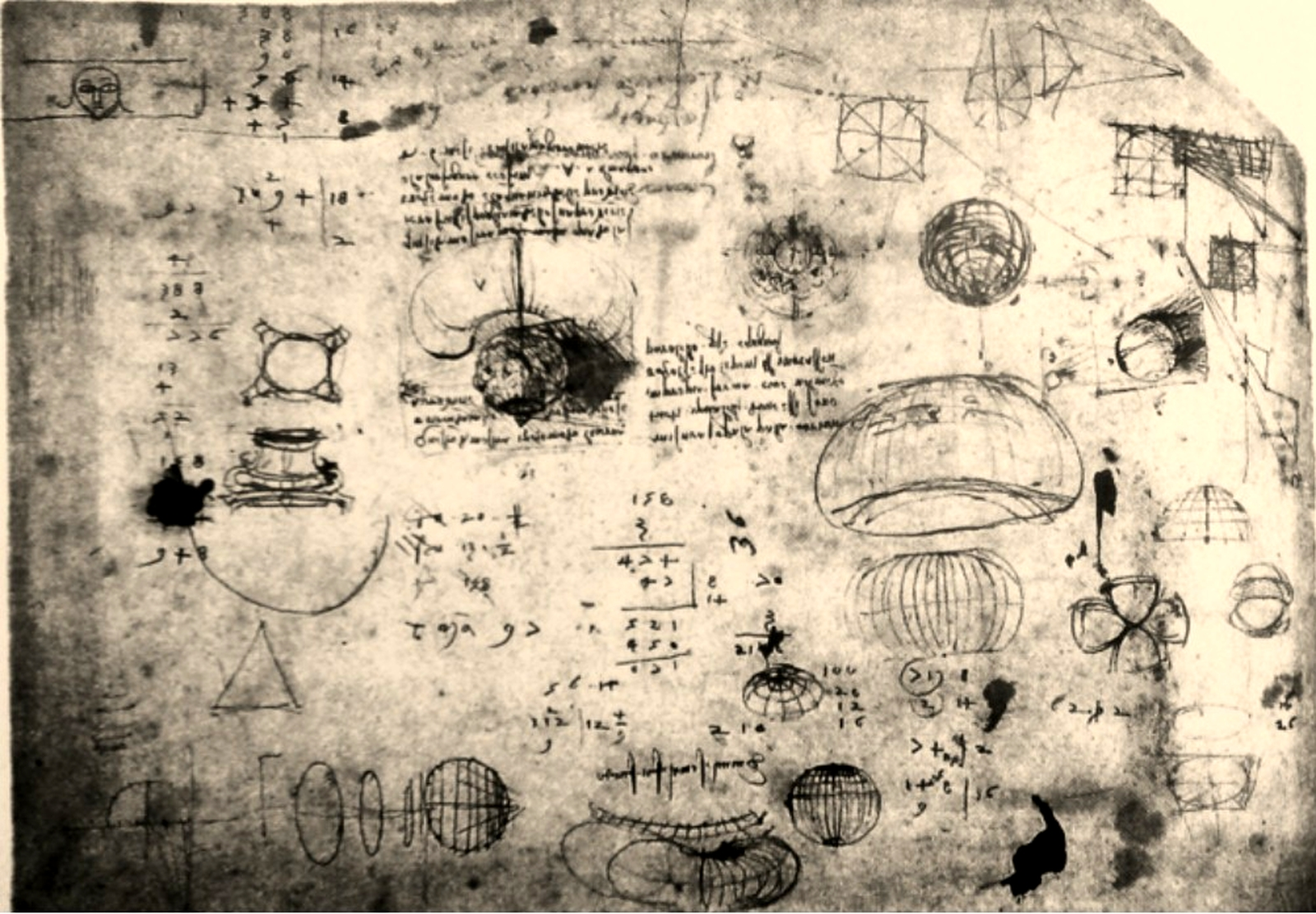
Pagina del Codice Atlantico con schizzi di otto proiezioni del globo, studiate da Leonardo

Le altre proiezioni che si basano su triangolo di Reuleaux furono pubblicate da:
- 1549 - Oronce Fine
- 1556 - Le Testu
- 1580 - John Dee[8]
- 1616 - Nicolaas Geelkercken
- 1894 - Fiorini
- 1909 - Bernard J. S. Cahill
- 1916 - Anthiaume
- 1938 - Uhden
- 1955 - Keuning
- 1975 - Cahill-Keyes

## Polemica sulla paternità
Anche se la paternità leonardesca della prima descrizione della
proiezione in ottanti è stata dimostrata da Christofer Tyler, essa non è universalmente accettata, fino al punto che alcuni
autori, come Groth, Henry
Harrisse, Eugene Muntz, si manifestano completamente contrari ad accettare una qualsiasi minima contribuzione da parte di Leonardo.
Invece altri storici accettano la mappa come autentica, lasciando aperta la possibilità che non sia opera diretta di Leonardo, ma quella di uno dei suoi discepoli, (secondo Keunig è stata fatta da uno dei suoi seguaci sotto la sua direzione),
Tra questi ci sono, H.R. Major nella sua opera "Memoir on a mappemonde by Leonardo da Vinci, being the earliest map hitherto known containing the name of America",
Christoher Tyler nel suo articolo Leonardo da Vinci World Map José Luis Espejo, nel suo libro I messaggi nascosti di Leonardo Da Vinci, o David Bower

## Evoluzione

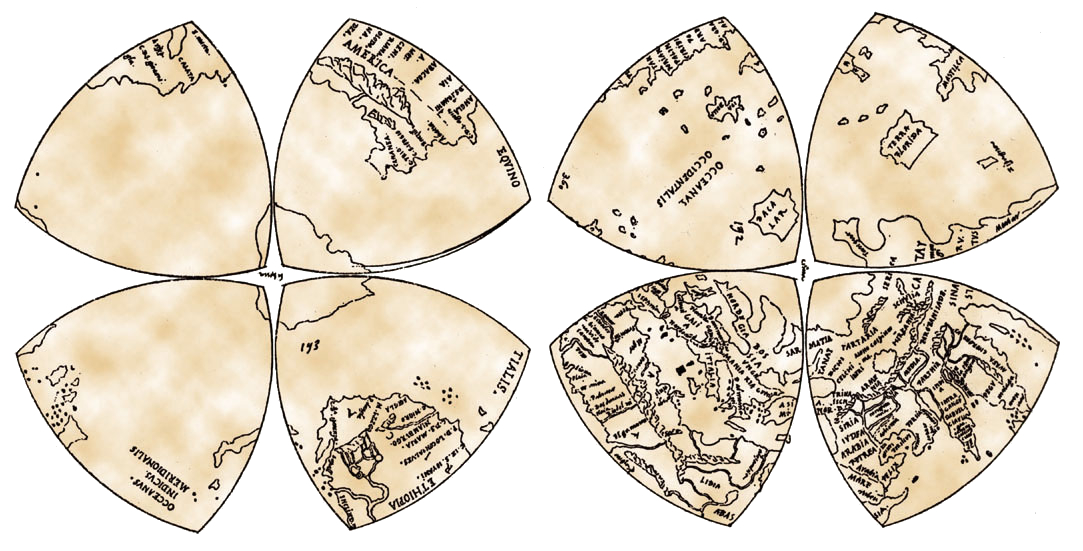
Mappamondo di Leonardo da Vinci in otto ottanti in forma di triangoli di Reuleaux.

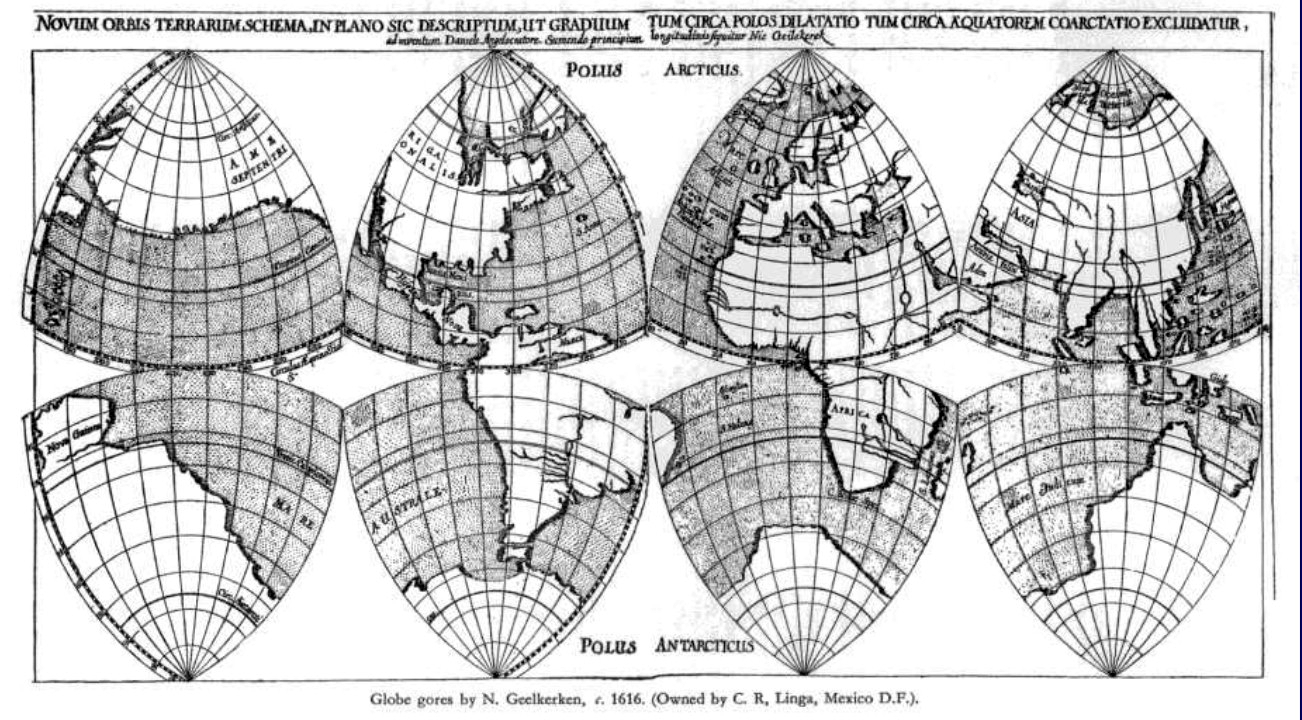
Proiezione di Nicolaas-Geelkercken - 1616.

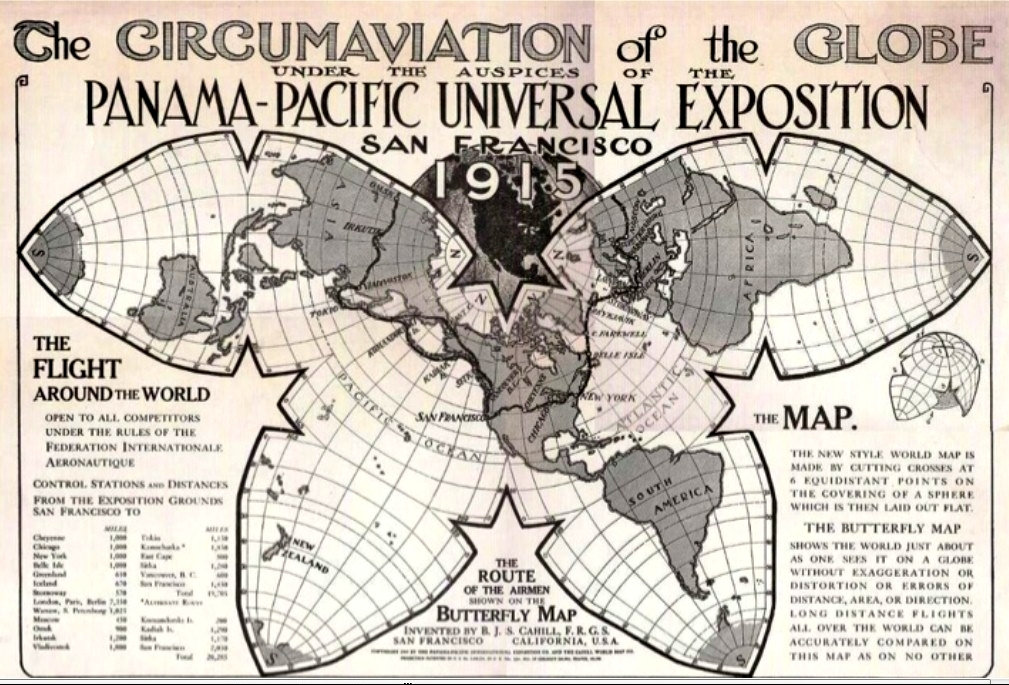
Proiezione
di Cahill (pamflet "circum-aviation of the globe" - 1915)